# Jean-Baptiste-Siméon Chardin
Jean-Baptiste-Siméon Chardin, född 2 november 1699 i Paris, död 6 december 1779 i Paris, var en fransk målare, mästare på stilleben och genrebilder.

## Biografi
Chardin var lärjunge till Pierre-Jacques Cazes, Nöel-Nicolas Coypel och Jean-Baptiste van Loo. Chardins blygsamma läggning, personliga stil och valet av motiv från medelklassens vardagsliv försenade hans succé i Bouchers och Fragonards Frankrike, men 1728 utställde han två stilleben i nederländsk stil, Le buffet och Le raie (båda nu på Louvren), och blev tack vare dessa målningar invald i Franska konstakademien. Omkring 1733 övergick han till genrebilder såsom La mère laborieuse och La pourvoyeuse som genom gravörernas försorg blev populära.
När 1700-talets hovkonst inte längre var populär, steg Chardins popularitet. De enkla kompositionerna, de ensamma gestalterna i form av köksflickor i arbete eller barn försjunkna i sina lekar, påverkade målare som på 1800-talet målade vardagsmotiv. Manet influerades starkt av den lugna klarheten i Chardins stilleben, liksom Courbet hade påverkats före honom.
På Nationalmuseum i Stockholm är han representerad med ett flertal målningar. Louvren har ett 30-tal av hans verk.

## Bilder

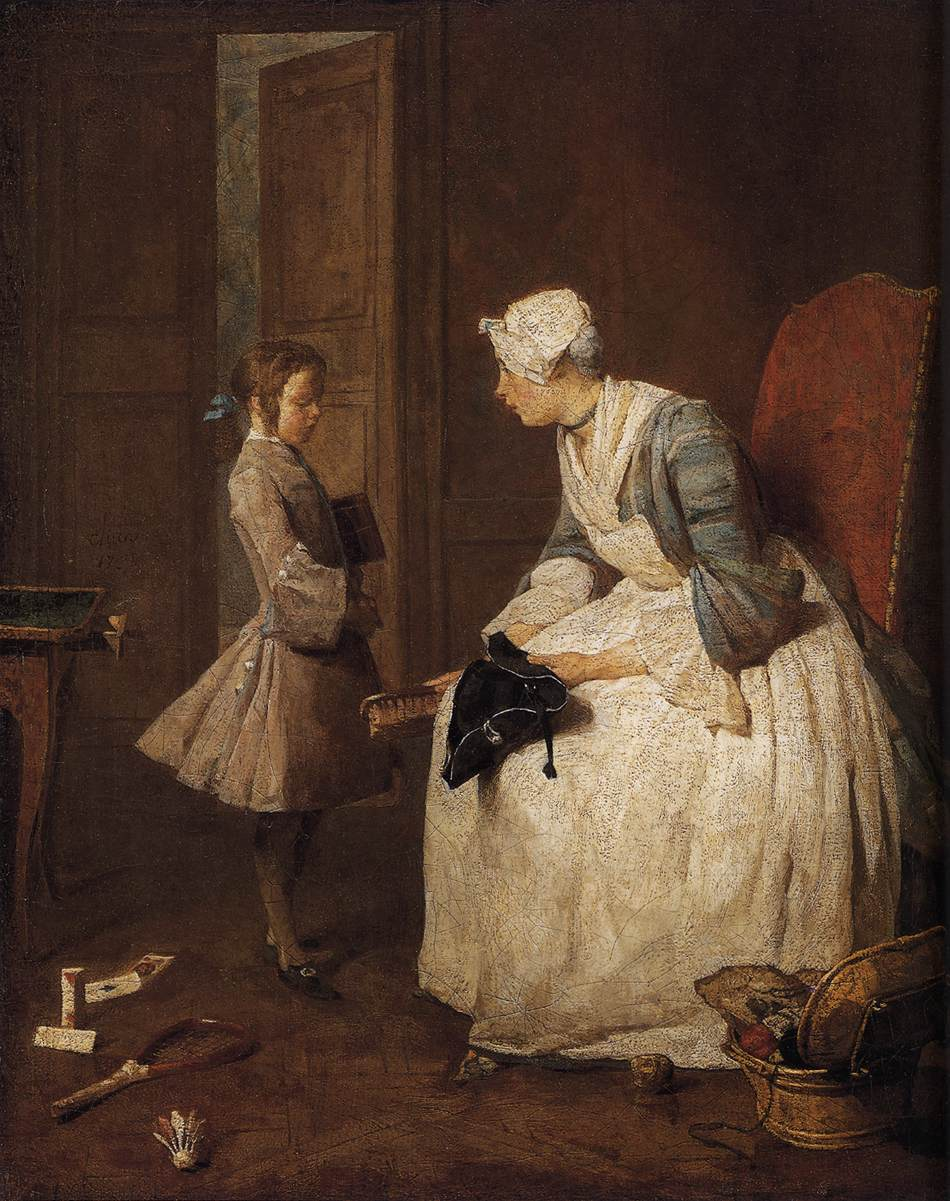
Guvernanten (1739).
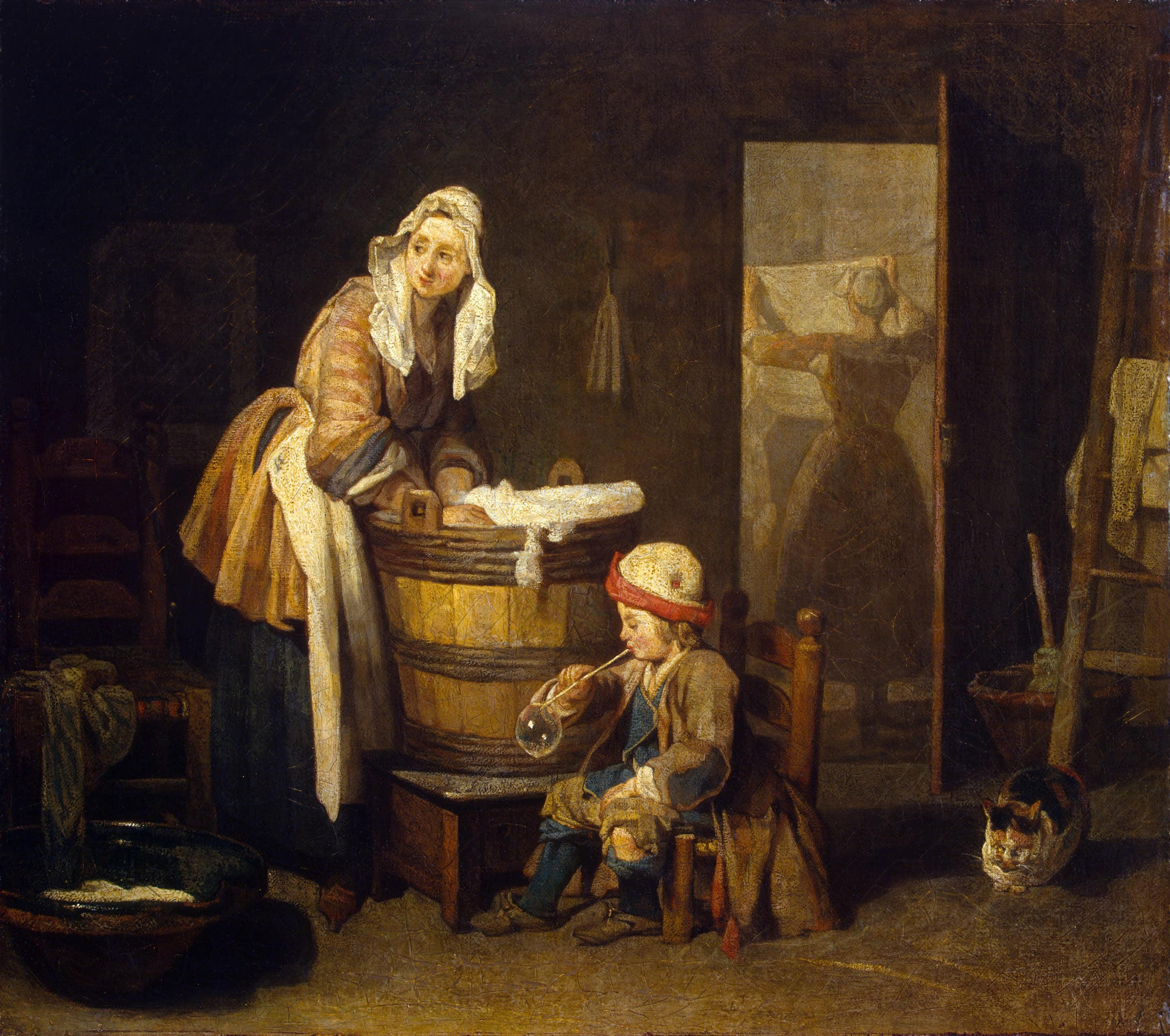
Tvätterskan (1730-talet).
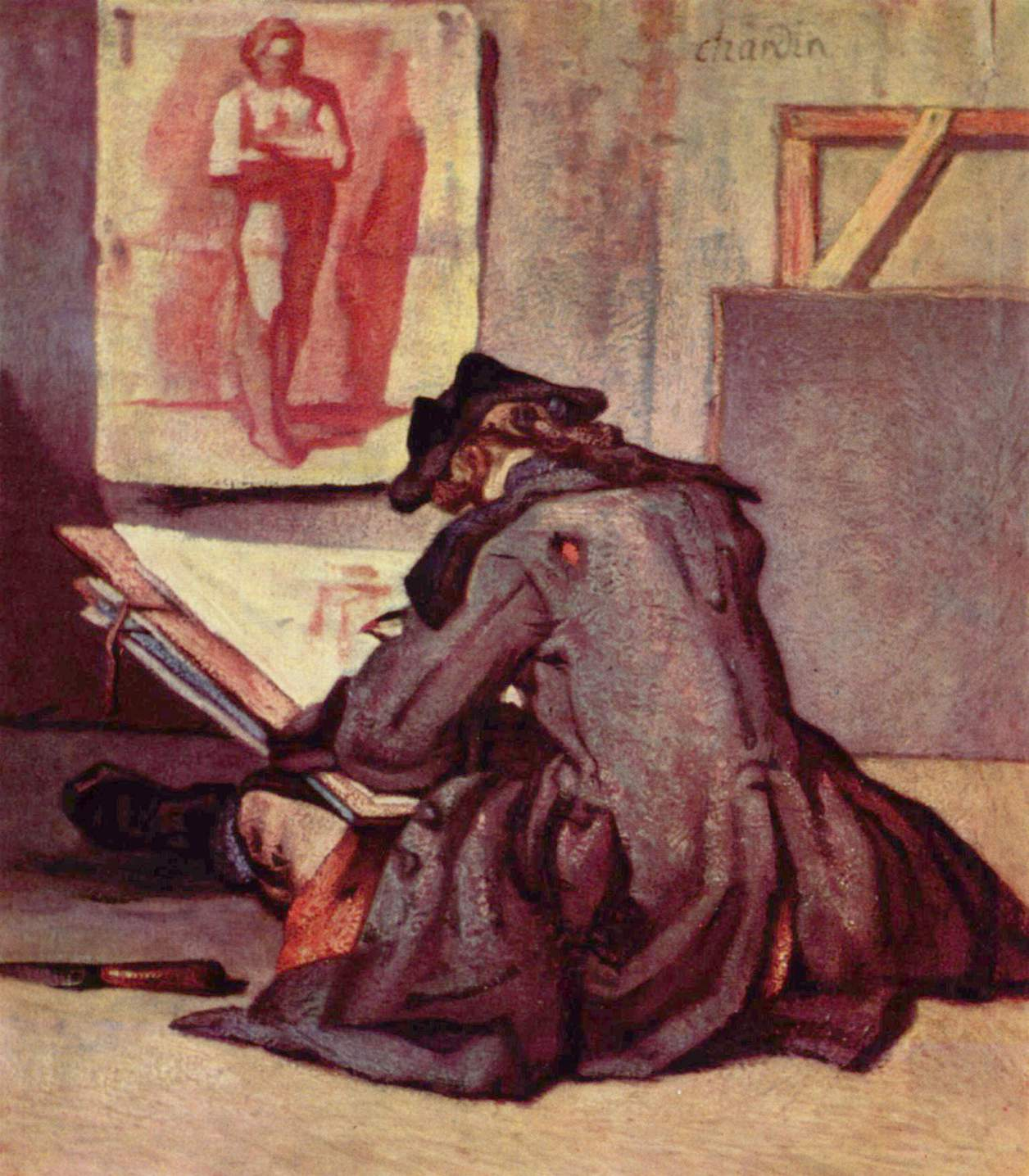
Tecknaren (cirka 1738).
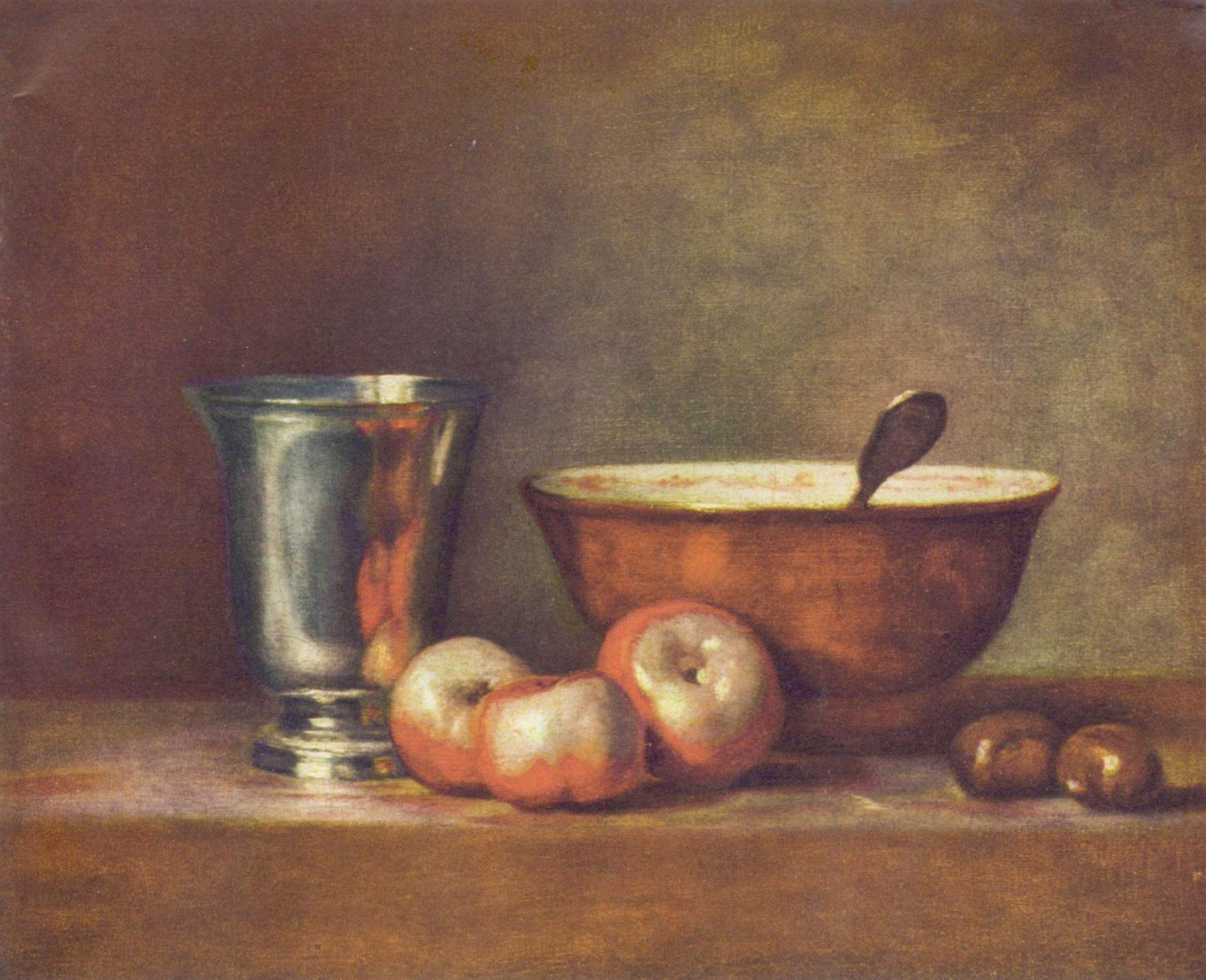
Silverbägaren (cirka 1750).
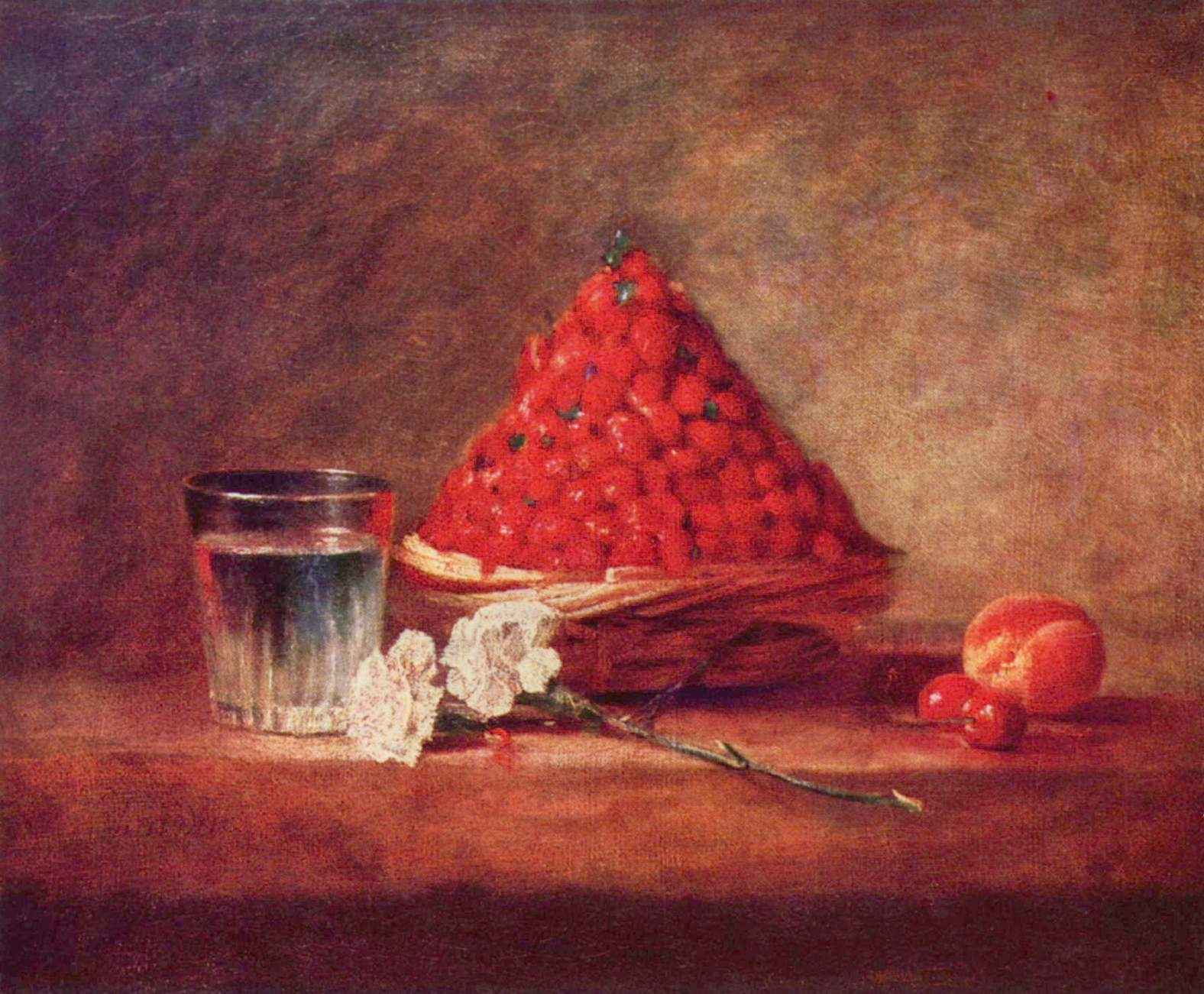
Jordgubbskorg (cirka 1760)